# Wagneriunia thecata
Wagneriunia thecata är en insektsart som beskrevs av Irena Dworakowska 1969. Wagneriunia thecata ingår i släktet Wagneriunia och familjen dvärgstritar. Inga underarter finns listade i Catalogue of Life.